# Яремчук Олеся Любомирівна
Яремчук Олеся Любомирівна (25 травня 1991, Львів) — українська журналістка та письменниця.

## Освіта
2013 року закінчила факультет журналістики Львівського національного університету імені Івана Франка. 2014—2021 роки — робота над дисертацією «Подорожня антропологія у літературних репортажах Йозефа Рота» у Львівському національному університеті імені Івана Франка та у Віденському університеті (2016 рік, стипендія на дослідження від OeAD). Академічні зацікавлення — подорожня антропологія, культурна та національна ідентичність, літературний репортаж.

## Журналістська робота
2013 рік — кореспондентка міжнародного відділу у Всеукраїнській газеті «День» (Київ). 2014 — журналістка-фрілансерка для газети «День» (Київ), журналів «Літакцент» (Київ), «New Eastern Europe» (Краків) та «Українського журналу» (Прага). З 2015 — авторка та журналістка проекту про національні меншини в Україні «Наші Інші» в онлайн-журналі «The Ukrainians» (Львів). Репортажі з циклу «Наші Інші [Архівовано 7 серпня 2019 у Wayback Machine.]» перекладені чеською, німецькою та англійською мовами.

## Книги
- Veni, Vidi, Scripsi: Історія наживо [Архівовано 18 квітня 2021 у Wayback Machine.] (Збірка репортажів). — Київ: Темпора, 2015.
- Випробування демократією: Туреччина, Грузія, Румунія, Молдова [Архівовано 16 червня 2019 у Wayback Machine.] (Збірка репортажів). — Львів: Lviv Media Forum, 2017.
- Наші Інші. Історії українського різноманіття. — Львів: Човен, 2018

## Стипендії та нагороди
2014 — стипендіатка міжнародної журналістської програми графині Маріон Дьонгофф [Архівовано 1 лютого 2019 у Wayback Machine.].
2014 — лауреатка конкурсу художнього репортажу «Самовидець» від видавництва «Темпора» за репортаж «Рани» — історії про важкопоранених українських солдатів, що лікуються у гамбурзькому шпиталі.
2017 — почесна гостя Карпатської літературної резиденції (ТАОР).
2018 — лауреатка премії «ЛітАкцент року» за книжку «Наші Інші [Архівовано 6 лютого 2019 у Wayback Machine.]».
2018 — стипендіатка [Архівовано 30 грудня 2020 у Wayback Machine.] ADAMI [Архівовано 17 травня 2019 у Wayback Machine.] Fellowship.
2019 — стипендіатка Фундації «KulturKontakt Austria [Архівовано 3 квітня 2022 у Wayback Machine.]».

## Співпраця з видавництвами
Січень 2016 — квітень 2017 — кураторка конкурсу художнього репортажу «Самовидець» імені Майка Йогансена від видавництва «Темпора» (Київ) та видань «Зникомі європейці [Архівовано 6 серпня 2020 у Wayback Machine.]» Карла-Маркуса Ґауса (переклад Христини Назаркевич), «Раніше Господа Бога» Ганни Кралль (переклад Остапа Сливинського), «Станіславський феномен» Олега Криштопи, «Veni, Vidi, Scripsi: Війна. Життя de facto», «Veni. Vidi. Scripsi: Чому я ніколи звідси не поїду».
Червень 2017 — лютий 2019 року — головна редакторка видавництва репортажної та документальної літератури «Човен [Архівовано 22 березня 2020 у Wayback Machine.]» (Львів). Видані книжки: «Собакоїди та інші люди» [Архівовано 13 листопада 2019 у Wayback Machine.] Карла-Маркуса Ґауса (переклад Люби-Параскевії Стринадюк), «Єгипет: харам, халяль [Архівовано 23 червня 2020 у Wayback Machine.]» Пьотра Ібрагіма Кальваса (переклад Леся Белея), «Тост за предків [Архівовано 6 травня 2021 у Wayback Machine.]» Войцеха Ґурецького (переклад Галини Крук), «Топографія пам'яті» Мартіна Поллака (переклад Христини Назаркевич).

## Кураторська робота
2016 — авторка та кураторка І спеціальної програми літературного репортажу «Долаючи кордони [Архівовано 25 вересня 2018 у Wayback Machine.]» на 25-у «Форуму видавців» у Львові.
2018 — співкураторка виставки [Архівовано 5 листопада 2018 у Wayback Machine.] «Невідомі європейці» австрійського фотографа Курта Кайндля.

## Участь в організаціях
З червня 2019 року — член Українського ПЕН.